# Itakura Katsushige

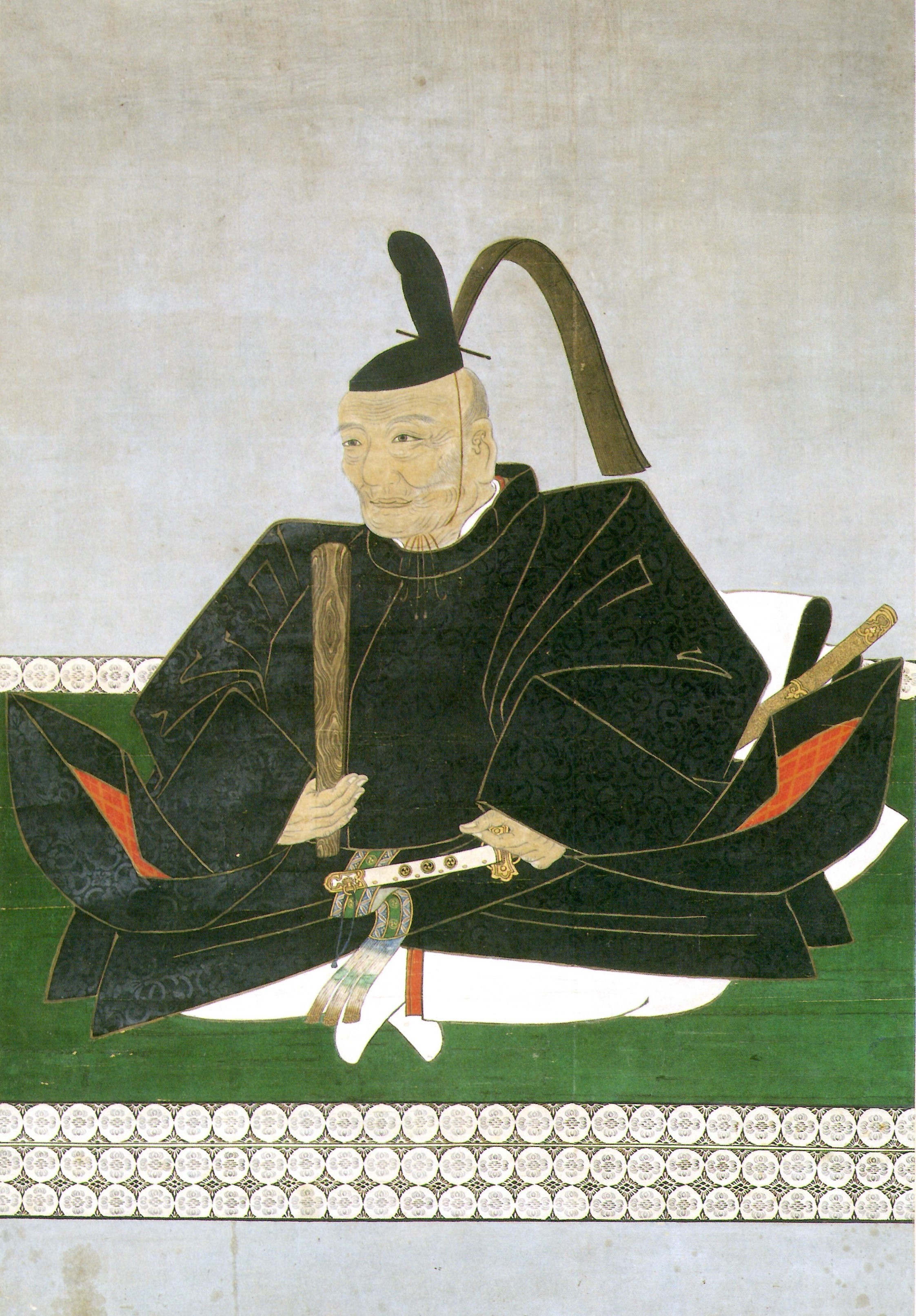
Itakura Katsushige

Itakura Katsushige (japanisch 板倉 勝重; geboren 1545 in der Provinz Mikawa; gestorben 14. Juni 1624 in Kyōto) war ein japanischer Daimyō.

## Leben und Wirken
Itakura Katsushige verließ als Jugendlicher seine Familie und wurde Mönch. Aber als sein Vater Yoshishige (板倉 好重; 1520–1561) starb, kehrte er nach Hause zurück und übernahm die Nachfolge. Als Tokugawa Ieyasu im September 1586 auf die Burg Sumpu zog, diente er als Stadtkommissar (町奉行, Machi-bugyō) von Sumpu. Als er im August 1590 in die Kantō-Region zog, diente er gleichzeitig als Statthalter (代官, Daikan) der Kantō-Region, als Landkommissar (地奉行, Ji-bugyō) von Odawara und als Stadtkommissar von Edo.

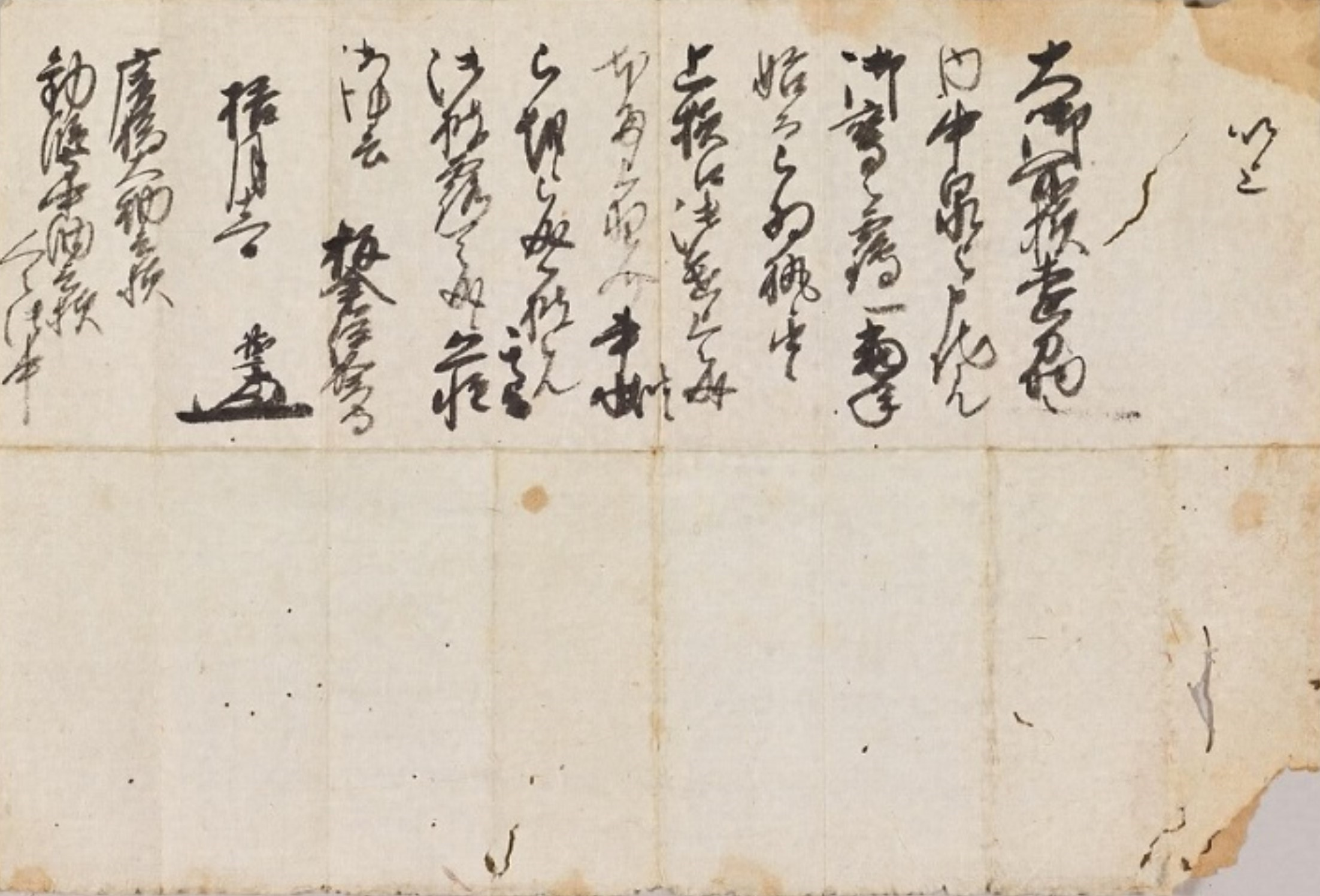
Itakura Katsushige Brief

Im September 1601 wurde Itakura, zusammen mit Yonetsu Kiyokatsu (米津 清勝) und anderen, Stadtkommissar von Kyōto. Im Februar 1603 wurde er von Tokugawa Ieyasu mit dem Ehrentitel „Iga no kami“ (伊賀守) ausgezeichnet und mit einem neugeschaffenen Titel zum „Kyōto shoshidai“ (京都所司代) – etwa „Oberaufseher von Kyōto“ ernannt. 1609 wurde sein Gehalt auf 16,610 Koku erhöht. Zu dieser Zeit befanden sich Kyōto und die Gegend darumherum unter der Kontrolle der Familie Toyotomi. Daher führte er Strafverfolgungen und Gerichtsverfahren in Zusammenarbeit mit Vertretern der Familie durch und berichtete gleichzeitig Ieyasu über die Unternehmungen der Toyotomi und der Daimyō der Gegend.
Darüber hinaus beobachtete Itakura auch den kaiserlichen Hof. Anlass war eine geheime Kommunikation zwischen einem jungen Hofadeligen und einer Hofdame, was als „Inokuma-Vorfall“ (猪熊事件) in die Geschichte eingegangen ist. Itakura setzte ab 1609 das „Kuge Shohatto“ (公家諸法度) und das Edikt „Chokkyoshie – shotera nyūin-hōdo“ (勅許紫衣・諸寺入院法度) in Kraft und wurde so ein Schlüsselakteur bei der Expansion der Tokugawa-Macht in Kyōto. Nachdem die Toyotomi im Jahr 1615 ausgelöscht worden waren, wurde Itakura Generalaufseher des Shogunats über den westlichen Teil Japans. Und als Tokugawa Hidetadas Tochter Tokugawa Masako (1607–1668) Kaiser Go-Mizunoo heiratete, war er Generalaufseher des Palast-Neubaus.
Itakura Katsushige wurde als kleiner Daimyō nach Kyōto entsandt, als die Macht der Tokugawa noch schwach war. Er kümmerte  sich sehr um die Verwaltung. Seine herausragenden politischen Fähigkeiten und sein Wirken als Richter sind in dem Buch „Itakura Masayoshi“ (板倉政要) festgehalten. Seine engen Beziehungen zum Hofadel in Kyōto mag der Grund gewesen sein, dass er 1619 abberufen wurde. Er starb in seiner Residenz im Stadtteil Horikawa in Kyōto. Seine Frau war die Tochter von Awao Nagakatsu (粟生 永勝).
Nachfolger als Shoshidai wurde Itakuras Sohn Shigemune (板倉 重宗; 1586–1656).